# Gepard perski
Gepard azjatycki, Gepard perski, Gepard irański (Acinonyx jubatus venaticus) – podgatunek geparda, ssaka z rodziny kotowatych (Felidae).
Do dzisiaj przeżyły tylko w Iranie, w czasach historycznych gepardy perskie występowały od Półwyspu Arabskiego i Bliskiego Wschodu po tereny dzisiejszego Pakistanu i Indii.Gepard azjatycki żyje obecnie na otwartych pół-pustynnych terenach środkowo-wschodniego Iranu. Obecnie są krytycznie zagrożone wyginięciem.

## Charakterystyka

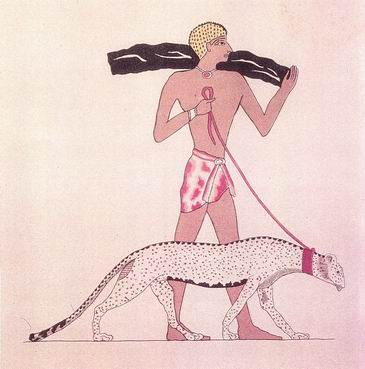
Oswojony gepard abisyński w Egipcie

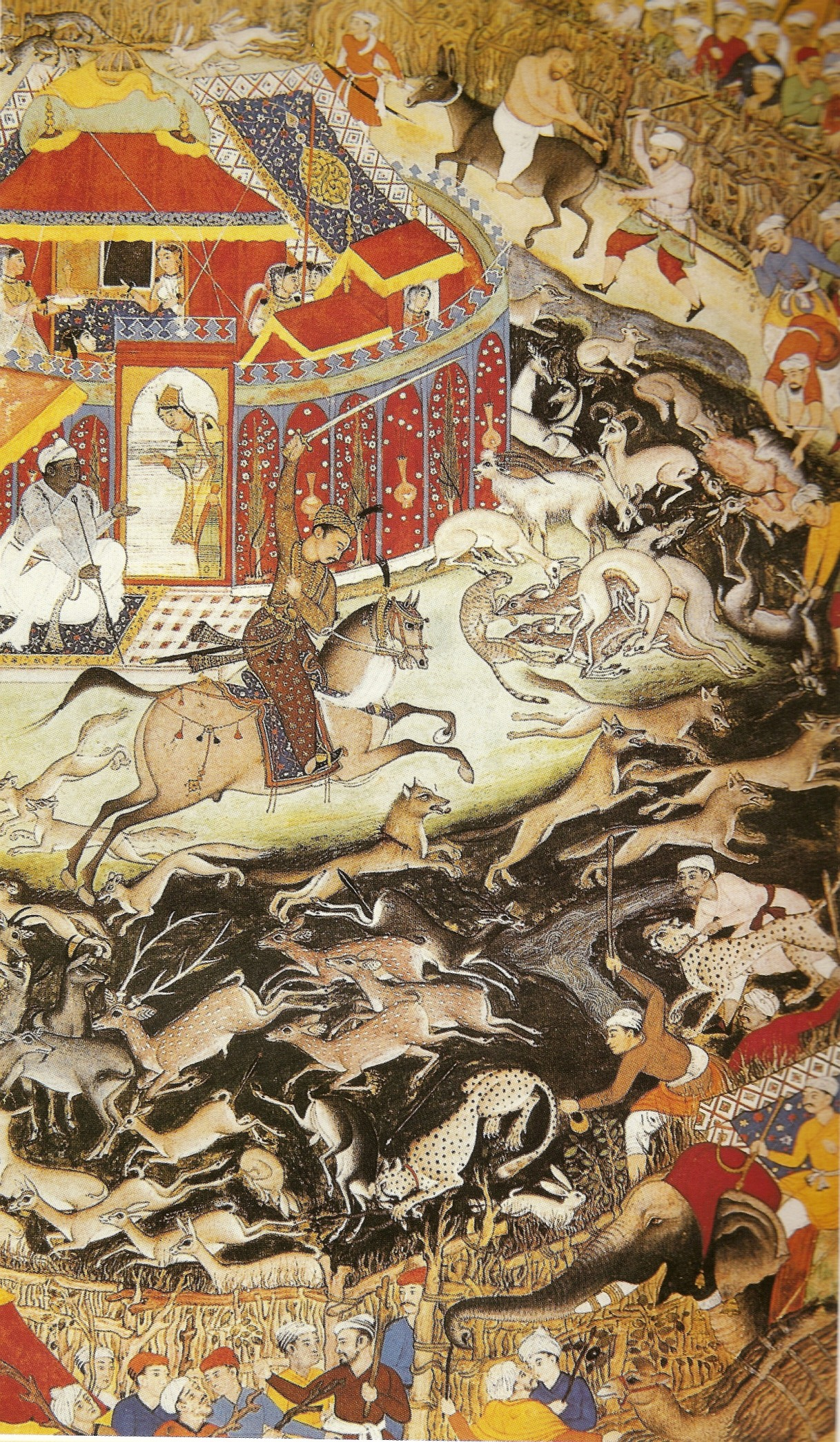
Cesarz Akbar polujący wraz ze swoimi Gepardami

Gepard Perski jest nieco mniejszy od swego afrykańskiego kuzyna. Długość ciała geparda perskiego wynosi ok. 113–140 centymetrów, zaś ogon służący do zachowania równowagi osiąga długość od 60–84 centymetrów. Ma on również nieco jaśniejsze futro oraz dłuższe nogi od gepardów zamieszkujących „Czarny ląd”. Samce są nieco większe od samic. Są najrzadszym podgatunkiem gepardów.

## Relacje z ludźmi na Bliskim Wschodzie
W starożytności gepardy perskie były oswajane na Bliskim Wschodzie i w Indiach, gdzie służyły jako zwierzęta na polowania, z powodu braku wrogości wobec ludzi (gepardy jako jedyne wielkie koty nie atakują człowieka). Pierwsze źródła w postaci elamickich rzeźb wskazują, że koty te oswajane były już w II tysiącleciu p.n.e. dla najważniejszych kapłanów lub urzędników. Cały proces oswajania Geparda trwał około roku, dopóki zwierzę było gotowe do polowania z ludźmi. Te wielkie koty były wykorzystywane jako zwierzęta gończe w renesansowych Włoszech, chociaż na pewno nie było to masowe zjawisko.

## Relacje z ludźmi w Indiach
Gepardy Azjatyckie były powszechnie znane w Indiach, od czasów cywilizacji doliny Indusu (znaleziono tam wiele figurek i płaskorzeźb
przedstawiających gepardy perskie). Trzeci cesarz mogołów Akbar posiadał wiele oswojonych gepardów, które służyły mu do polowania na liczne gazele. W wyniku masowych polowań gepardy perskie ostatecznie wymierają niedługo po lub przed odzyskaniem przez Indie niepodległości w 1947 bądź 1948 roku.Gepard perski jest jedynym dużym kotem wymarłym w Indiach z powodu działalności człowieka w czasach historycznych.

## Wymieranie geparda irańskiego
Jeszcze na początku XX wieku gepard perski wędrował od Izraela aż po Indie. Jednak w wyniku masowych polowań na cenne futra oraz z powodu porywania małych gepardów na polowania, populacja gepardów w Indiach znacznie się zmniejszyła.
Ostatniego geparda perskiego na subkontynencie Indyjskim zabito niedługo po wyzwoleniu Indii z rąk Brytyjskich w 1947 bądź w 1948 roku.

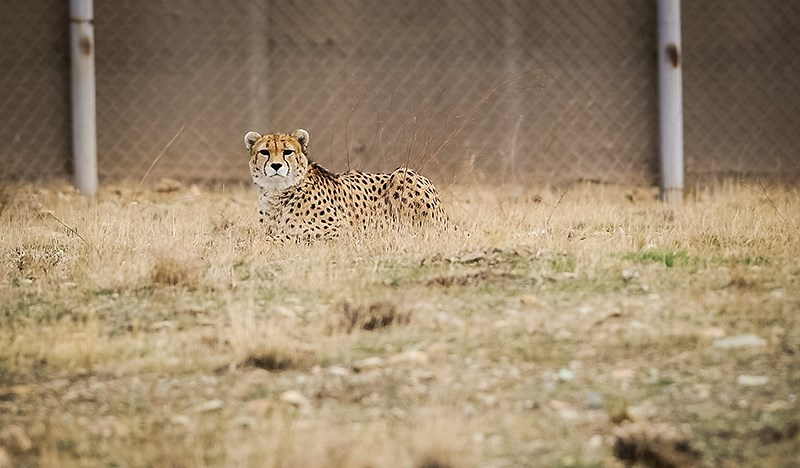
Gepard Perski Kooshki

W Jemenie ostatni osobnik został zauważony w 1963 roku, niedaleko granicy z Omanem,zaś ostatni przedstawiciele byli widziani na półwyspie Synaj w 1946 roku, a populacja w Turcji wymarła jeszcze w XIX wieku.

## Działania na rzecz ochrony Geparda w Iranie
Mimo iż wiele gepardów umiera zarówno od wypadków drogowych, jak i z powodu suchego klimatu Iranu, w Krainie Persów działają organizacje chroniące różnorodność fauny Iranu jak np. niezależne Iranian Cheetah Society chroniące zwierzęta z Iranu, z gepardem perskim jako sztandarowym gatunkiem. Ponad to w 2014 roku Irańska reprezentacja piłki nożnej ogłosiła, iż ich stroje będą ozdobione wizerunkiem geparda perskiego, aby zwiększyć świadomość o ochronie owego drapieżnika. Co gorsza w 2017 roku program UNDP finansujący ochronę geparda wygasł i nie ma być odnowiony. Obecnie w Iranie żyje tylko od 50 do 100 gepardów.